# Marie Moravcová

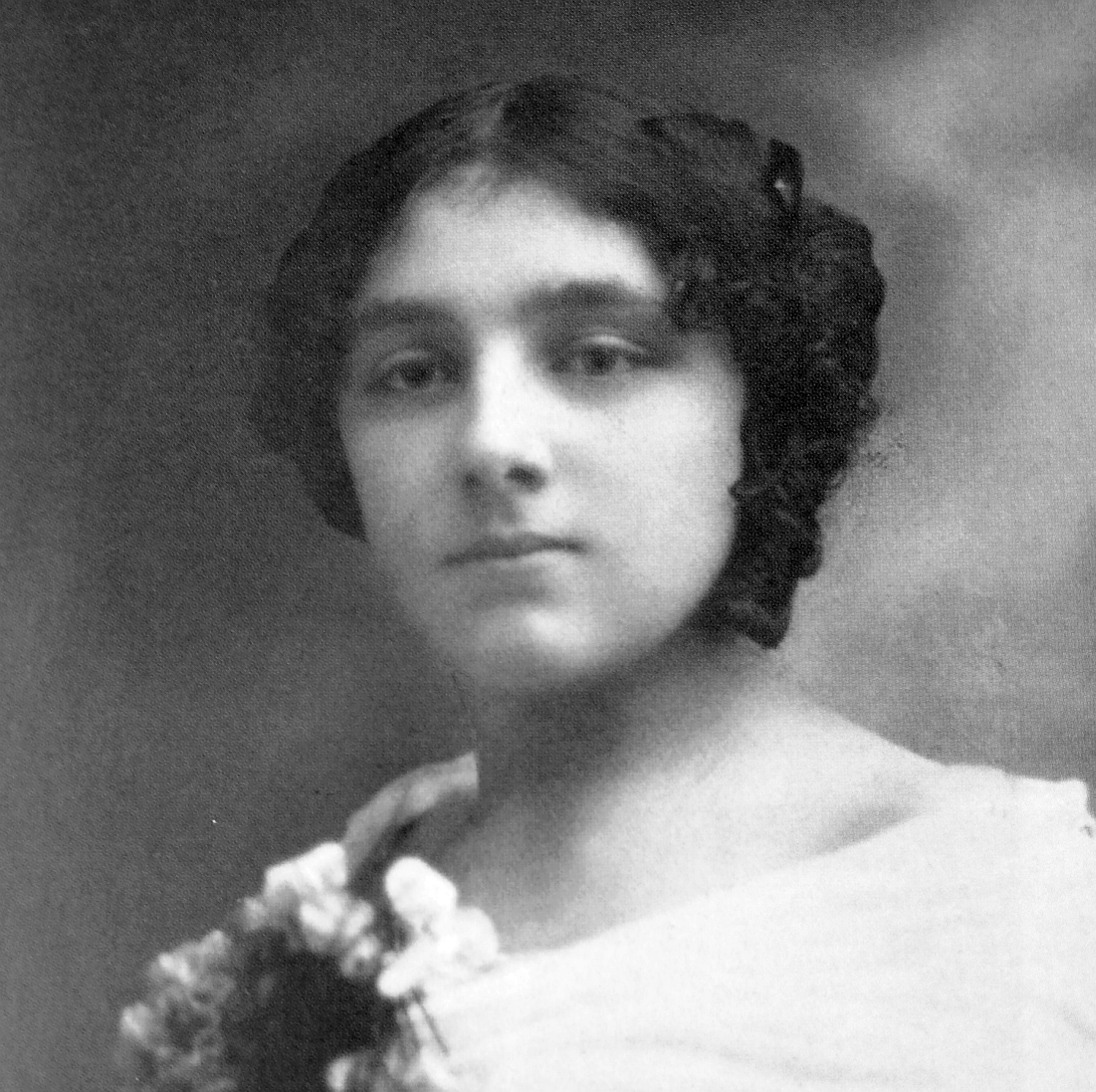
Marie Krčilová (provdaná Moravcová) v mladém věku jako členka divadelního ochotnického spolku

Marie Moravcová (rozená Krčilová, známá též jako teta Moravcová); (25. srpna 1898 Žižkov – 18. června 1942, Praha) byla česká odbojářka, která spolu s ostatními členy rodiny Moravcových významně pomáhala parašutistům při atentátu na Reinharda Heydricha. Při zatýkání gestapem spáchala sebevraždu.

## Život

### Marie Krčilová
Marie Krčilová se narodila 25. srpna 1898 na Žižkově u Prahy jako dcera Eduarda Krčila, žižkovského obchodníka a jeho manželky Marie, rozené Kulhánkové. Dne 27. ledna 1918 se provdala za Aloise Moravce. Marie měla mladší sestru Karolínu Sabinu Královou (rozenou Krčilovou), která též pomáhala Anthropoidu a byla s manželem popravena (* 2. dubna 1900 Žižkov, číslo popisné 50 – 24. října 1942 koncentrační tábor Mauthausen), Karolina se dne 11. dubna 1920 na Žižkově vdala za vrchního inspektora československých drah Ing. Františka Krále (* 2. března 1884 Bořkov číslo popisné 53 u Semil – 24. října 1942 koncentrační tábor Mauthausen).

### Zapojení do odboje
Byla členka Dobrovolných sester nacisty rozpuštěného Československého červeného kříže. Roku 1938 pomáhala vystěhovanému obyvatelstvu z československého pohraničí. Po obsazení zbytku české části Československa nacisty se zapojila (spolu s Annou Šrámkovou, bývalou předsedkyní rozpuštného Červeného kříže) do odboje.
Poté, co se do Prahy dostali parašutisté z Anglie, společně s Janem Zelenkou-Hajským vytvořili zázemí skládající se z mnoha bytů, kde se mohli výsadkáři schovávat.
Samotný byt Marie a Aloise Moravcových (na adrese Biskupcova 1745/7, Praha 3) byl během protiněmeckého odboje kontaktním místem parašutistů Jozefa Gabčíka a Jana Kubiše. Během února 1942 se tu objevil několikrát i Josef Valčík a zprostředkoval tak kontakt mezi para-výsadky SILVER A a ANTHROPOID. Od začátku dubna 1942 zde Josef Valčík také asi deset dní bydlel, ubytoval zde i svého psa – německého ovčáka Moulu a svého kanárka. V bytě u Moravců se přechodně ukrýval také příslušník para-výsadku ZINC Arnošt Mikš, Karel Čurda (příslušník výsadku Out Distance) a Adolf Opálka (rovněž příslušník výsadku Out Distance).

### Zatčení a sebevražda
Při heydrichiádě byla Marie Moravcová udána Karlem Čurdou. V noci na 17. června 1942 (po čtvrté hodině ranní) obklíčilo gestapo (pod vedením kriminálního inspektora Oskara Fleischera) celý blok domů a vtrhlo do bytu k Moravcovým. Alois Moravec byl okamžitě zatčen. Zatčená Marie Moravcová uprosila jednoho z gestapáků, aby ji pustil na toaletu. Tady rozlomila ampulku s cyankáli a její obsah pozřela. Ampulku s jedem získala Moravcová před několika dny v Pardubicích v Pernerově ulici v bytě u manželů Hany a Václava Krupkových. Tehdy se Moravcová svěřila s obavami z prozrazení a proto požádala Alfréda Bartoše o ampulku jedu. Bartoš přiměl Hanu Krupkovou, aby Moravcové vydala svoji ampulku. Marie Moravcová pak jed ukryla do bříška pavoučka, kterého nosila jako brož. Marie Moravcová byla pohřbena na hřbitově v Ďáblicích v hromadném hrobě společně s dalšími hrdiny protiněmeckého odboje.

## Manžel Alois Moravec
Alois Moravec se narodil 23. ledna 1887  v Ratboři na Kolínsku v rodině Aloise Moravce (dále jen Alois Moravec starší), hospodského v Ratboři a jeho manželky Marie, rozené Červenkové. Od roku 1888 byla rodina Moravcových policejně hlášena na Žižkově. (V roce 1899 přišla na svět sestra Aloise Moravce jménem Božena.) Od roku 1904 pak byla rodina Moravcových policejně hlášena na Královských Vinohradech. Alois Moravec starší byl zaměstnán u státních drah. Alois Moravec pracoval jako inspektor železničních drah.
Alois Moravec byl celoživotní vlastenec a věřící křesťan. Ve 20. letech byl osloven reformním úsilím formující se Církve československé, do které přestoupil s celou svou rodinou. V roce 1942 byl zastupujícím členem rady starších pražské žižkovské náboženské obce, jeho manželka Marie patřila v téže farnosti k zakládajícím členkám sociálního odboru.
V odboji se podílel na přímé kurýrní a zpravodajské činnosti. Při zátahu gestapa na byt Moravcových v noci na 17. června 1942 (po čtvrté hodině ranní) byl zatčen, vyslýchán a krutě mučen. Spolu se svým synem Vlastimilem byl popraven v koncentračním táboře Mauthausen dne 24. října 1942.

Alois a Marie a Moravcovi + Mariina sestra Karolína
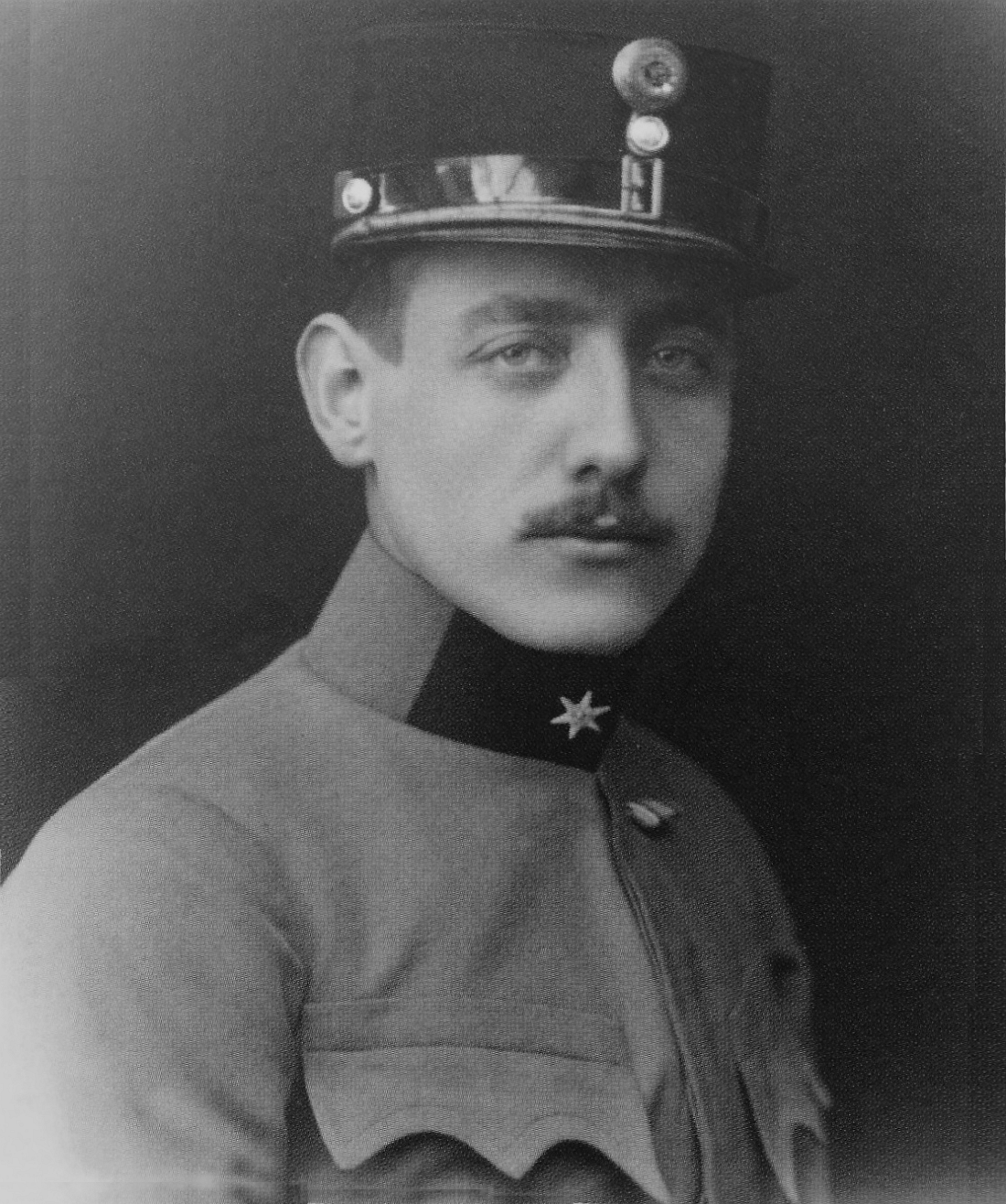
Alois Moravec jako poručík c. a k. rakousko-uherské armády
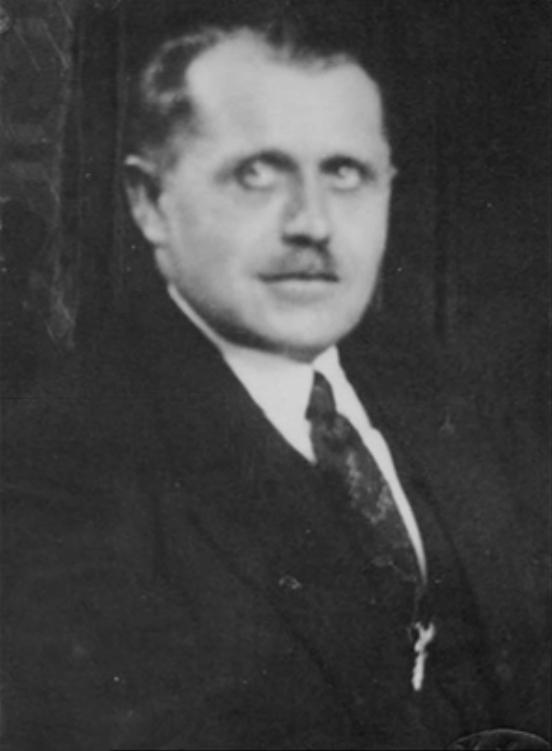
Alois Moravec
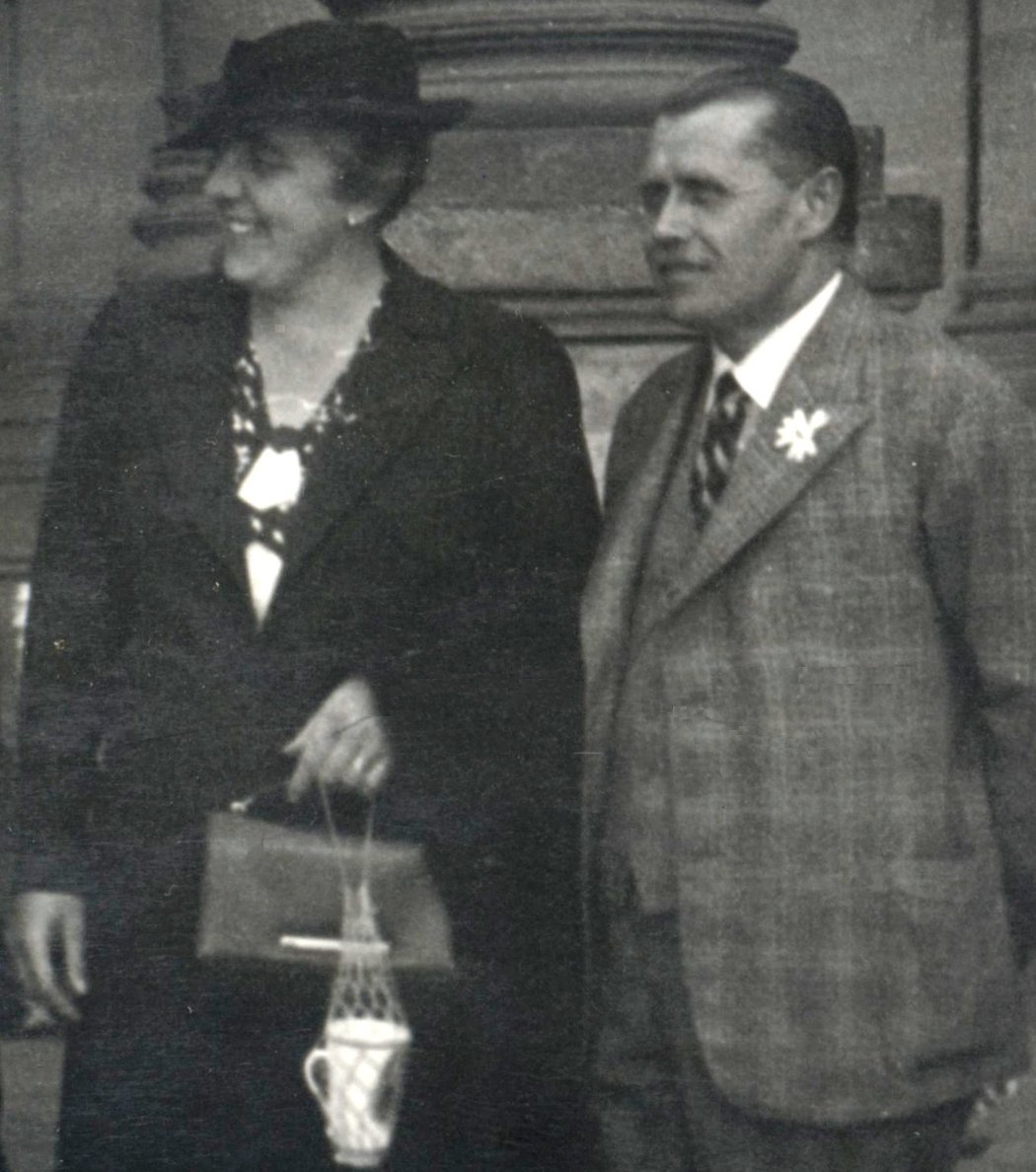
Manželé Moravcovi (lázeňské foto)
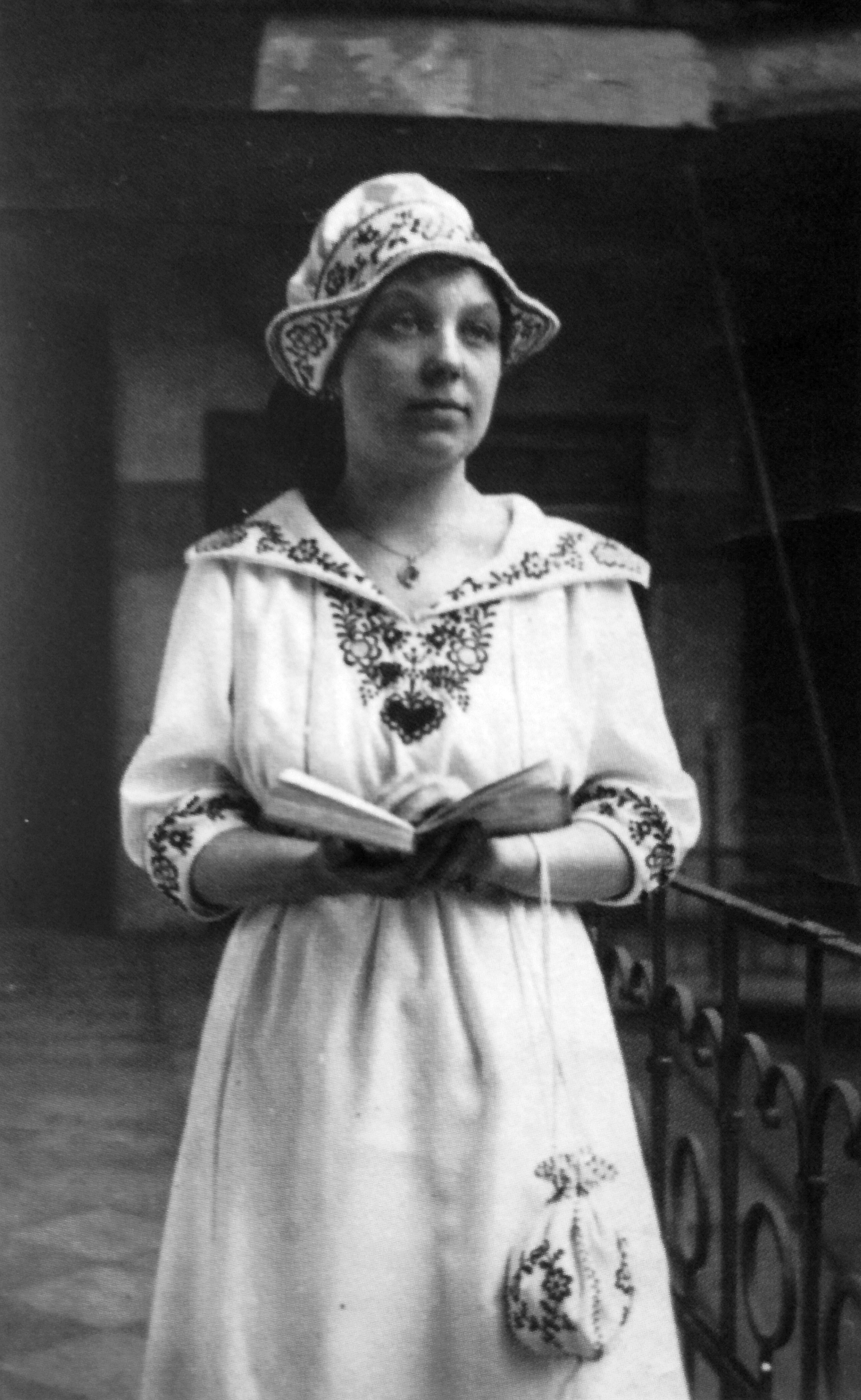
Karolína Sabina Králová ve druhém patře žižkovského bytu ve Štítného ulici 361/17

## Syn Miroslav Moravec
Její starší syn Miroslav Moravec se narodil 3. září 1918 v Praze. Původním povoláním byl automechanik v leteckých dílnách v Čakovicích. V roce 1939 odešel mimo republiku do československé zahraniční armády. Dne 14. února 1940 byl odveden v Marseille (Francie) – osobní číslo Z; F-2139; RAF/787609. Od 5. října 1943 pak byl zařazen jako pilot. Létal v 310. československé stíhací peruti RAF. Zahynul jako stíhací letec (v hodnosti rotný) v Anglii ráno dne 7. června 1944 při havárii svého Spitfiru (Spitfire LF Mk. IX., imatrikulace NN-M, číslo MJ906) na letišti Appledram (u Chichesteru) krátce po startu k operačnímu letu ke krytí invazního předmostí v Normandii. Je pohřben v Chichesteru ve Velké Británii (Chichester City Cemetery, Square 159, hrob č. 159-E-5). Na jeho hrobě je napsáno:
MIROSLAV MORAVEC
RT.
FLIGHT SERGEANT
ROYAL AIR FORCE
3.9.1918 7.6.1944
text na náhrobku v Chichester City Cemetery

## Syn Vlastimil Moravec
Její mladší syn Vlastimil Moravec se narodil 17. března 1921. Absolvoval obchodní gymnázium. Vlastimil, zvaný též "Aťa", zařizoval pro parašutisty rychlé kurýrní spojení (fungoval jako spojka parašutistů), s Kubišem, Gabčíkem i dalšími parašutisty často chodil po Praze a podílel se i na přípravě atentátu. Dne 26. dubna 1942 dostal od Vlastimila Moravce parašutista Jozef Gabčík jízdní kolo, které bylo při atentátu použito. V den zátahu na byt rodiny Moravcových (17. června 1942) nebyl Vlastimil v Praze. Gestapo jej domů do Prahy přivolalo fingovaným telegramem, ve kterém stálo, že jeho matka těžce onemocněla. Po zatčení byl Vlastimil na gestapu krutě mučen. Vlastimil nevěděl o sebevraždě matky kyanidem a tak nelze vyloučit, že gestapo mu během výslechu ukázalo uříznutou hlavu jeho mrtvé matky s dovětkem, že toto se může stát i jeho otci. Vlastimil Moravec vzdoroval neskutečnému mučení statečně několik hodin (Byl zatčen 17. června 1942 ráno, úkryt parašutistů – kostel v Resslově ulici – prozradil téhož dne až před půlnocí.) Po několikahodinovém boji o kostel a kryptu přivedli Vlastimila Moravce v poutech do Resslovy ulice, kde musel (spolu s Hanou Krupkovou) mrtvé parašutisty identifikovat. Spolu se svým otcem Aloisem byl popraven v koncentračním táboře Mauthausen dne 24. října 1942.

Synové Vlastimil a Miroslav se svojí matkou Marií
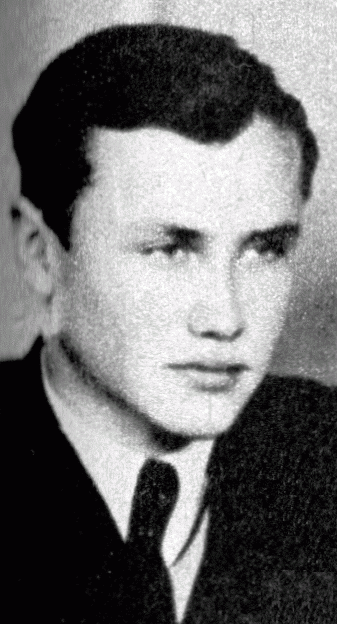
mladší Vlastimil
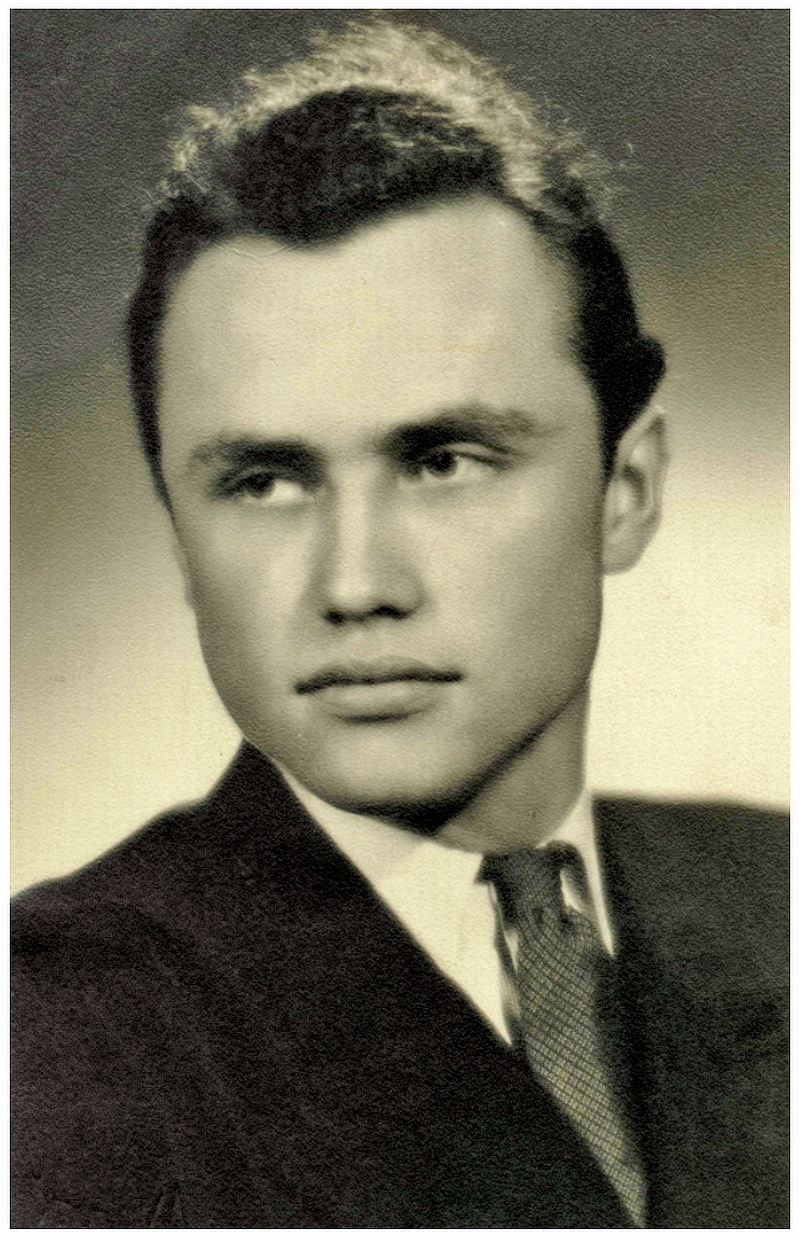
Vlastimil
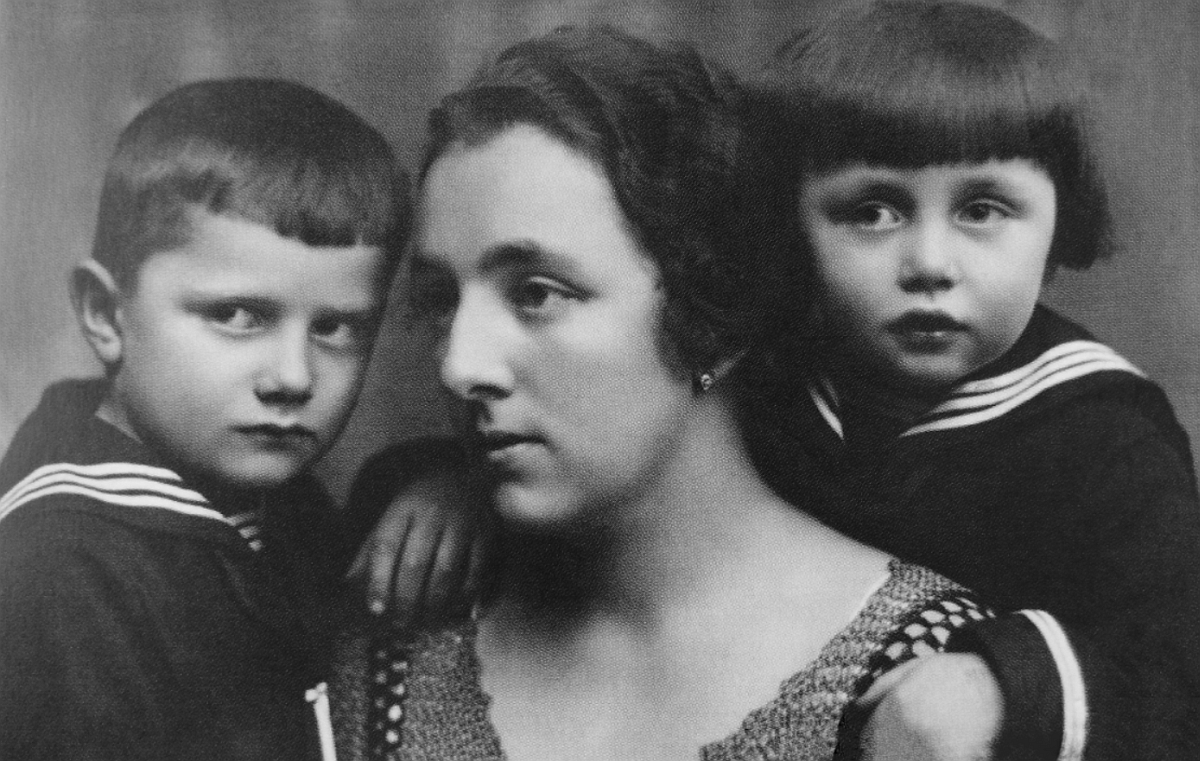
Marie Moravcová a její synové (vlevo Miroslav, vpravo Vlastimil)
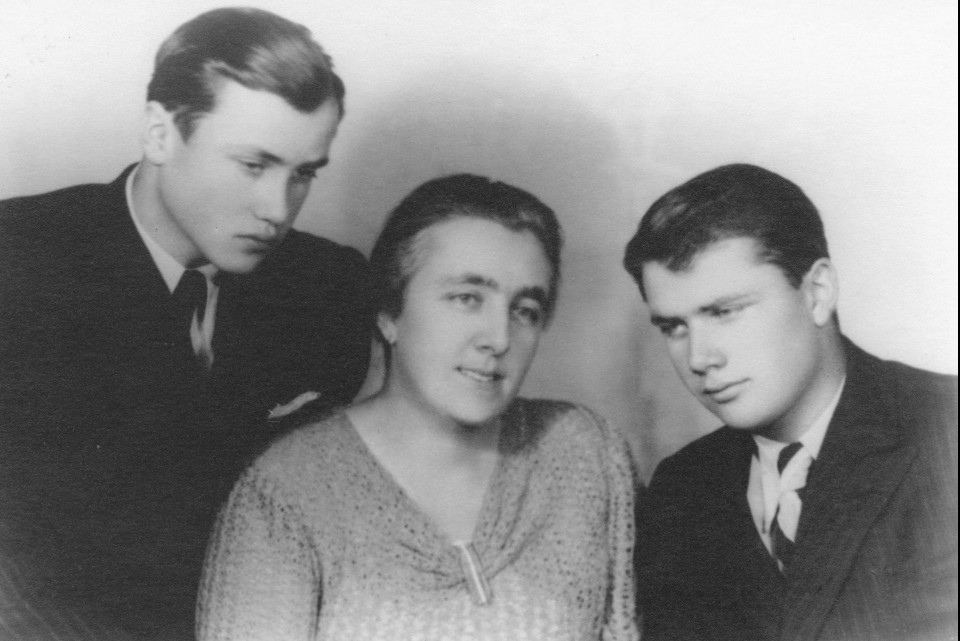
Marie Moravcová a její synové (vlevo Vlastimil, vpravo Miroslav)
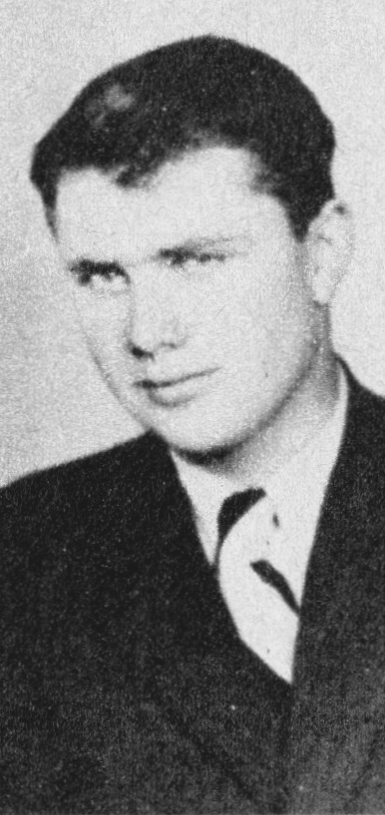
starší Miroslav
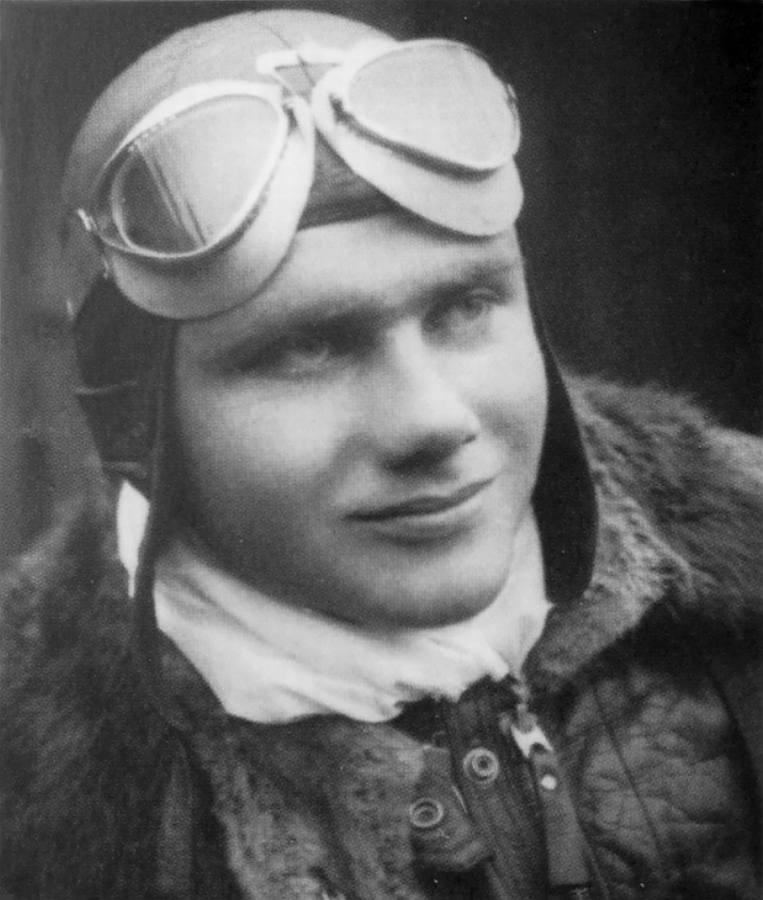
Miroslav

## Pamětní deska a ulice
Na domě, kde bydlela za okupace rodina Moravcových, (na adrese čp. 1745 v Biskupcově ulici č. 7 v Praze 3 na Žižkově) je umístěna pamětní deska s následujícím textem:
PAMÁTCE RODINĚ,
KTERÁ OBĚTOVALA SVÉ ŽIVOTY ZA VLAST.
MORAVCOVÁ MARIE  * 5.VIII.1898  † 18.VI.1942 PŘI ZATÝKÁNÍ GESTAPEM
MORAVEC ALOIS  * 23.I.1887  † 24.X.1942 V MAUTHAUSENU
MORAVEC VLASTIMIL  * 17.III.1921  † 24.X.1942 V MAUTHAUSENU
MORAVEC MIROSLAV  * 3.IX.1918  † 7.VI.1944 JAKO ČS LETEC V ANGLII
text na pamětní desce
Jména členů rodiny Moravcových nechybí ani na pomníku spolupracovníků parašutistů a jejich rodinných příslušníků, kteří byli popraveni v německém koncentračním táboře Mauthausenu. V lednu 2011 byl slavnostně odhalen na terase kostela sv. Cyrila a Metoděje v Resslově ulici.
Po rodině Moravcových byla v roce 2018 pojmenována ulice Moravcových v pražských Vysočanech.

## Galerie

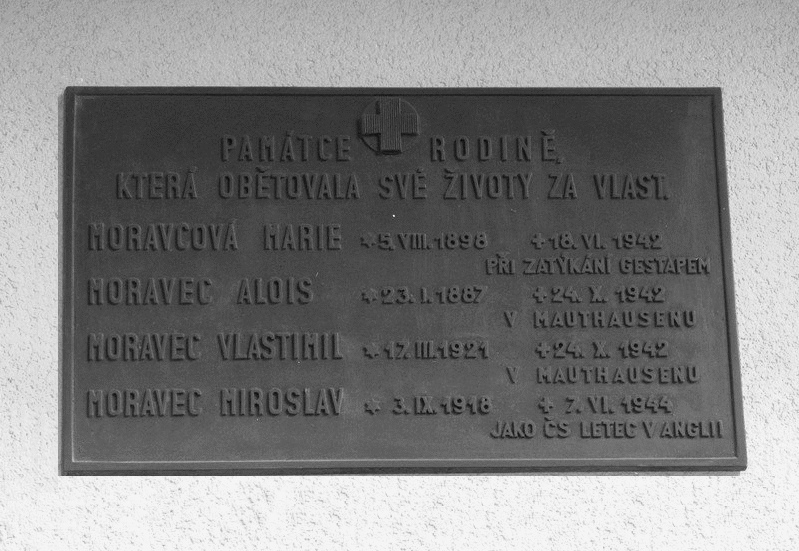
Pamětní deska na domě v Biskupcově ulici
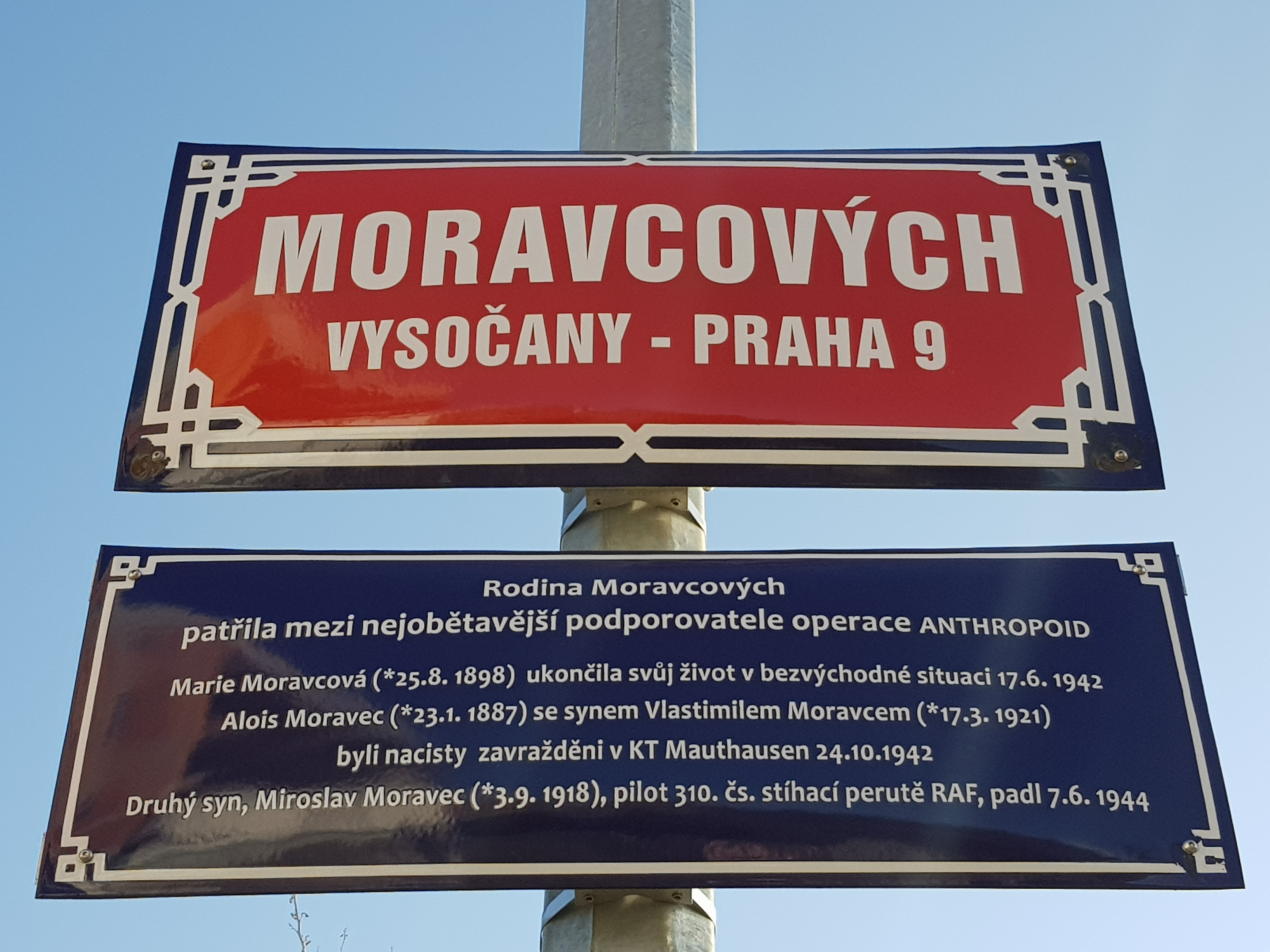
Tabule s názvem ulice Moravcových ve Vysočanech s modrou dodatkovou tabulí
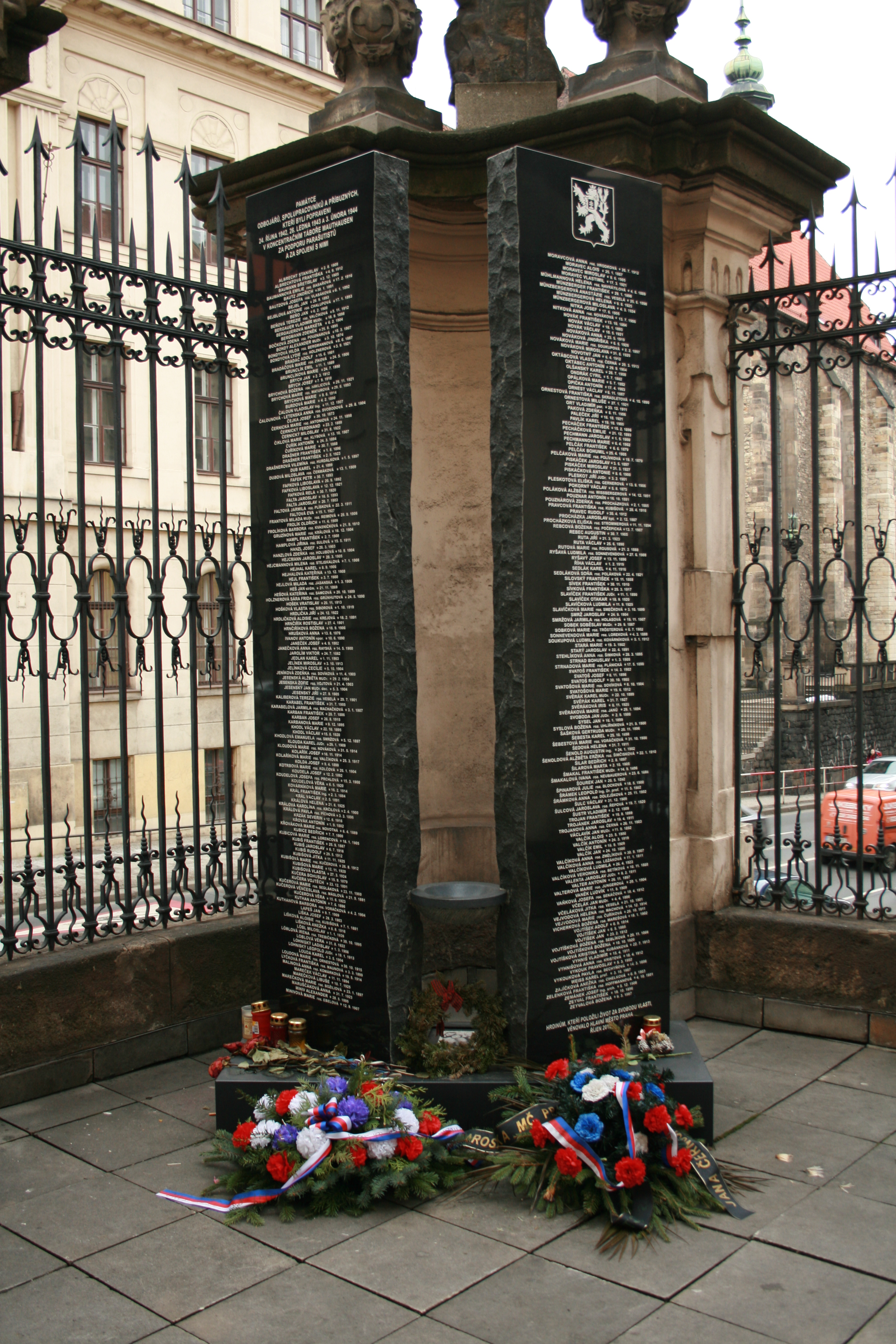
Pomník spolupracovníků parašutistů a jejich rodinných příslušníků na terase kostela sv. Cyrila a Metoděje v Resslově ulici v Praze